# 南薰礁

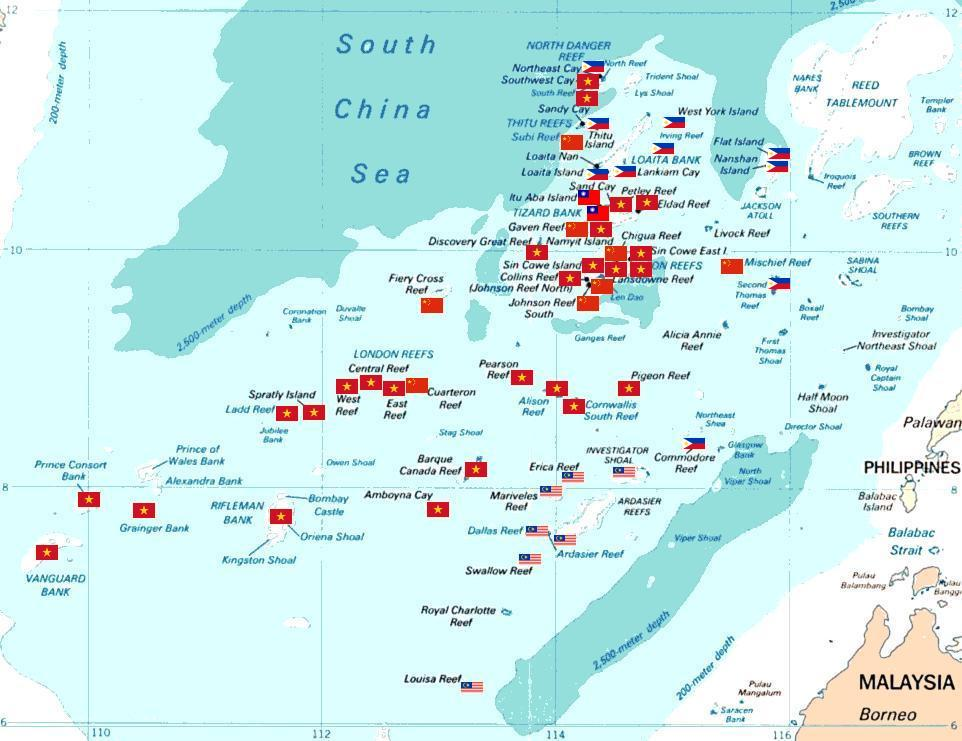
南海周邊諸國於南沙群島各島礁及沙洲的駐軍情況。

南薰礁（Gaven Reef），是南沙群岛中一暗礁。目前由中華人民共和國實際控制，行政上隶属于海南省三沙市。

## 歷史
- 1935年，中華民國国民政府公佈名稱為給予礁[1]。
- 1947年，中華民國政府公佈名稱為南薰礁[2]。
- 1983年，中華人民共和國政府公佈名稱為南薰礁。
- 1990年11月7日，中国人民解放军海军南沙指挥部发现与南熏礁失去无线电联络，情况上报后，南海舰队马上调派船前往查看。中国人民解放军海军陆战队某部驻守南薰礁官兵被发现死于谋杀或失踪。当时礁上应有11人（编内12人，有一人因故离开），上级打不通电话，派人查看发现5具尸体，6人失踪。附近发现的均为中国制式枪支。
- 2014年3月，中華人民共和國開始填海造陸工程。
- 截至2014年11月，南薰礁填海面積增至0.18平方公里。
- 截至2015年3月底，南薰礁地面基礎設施已完成一半，[來源請求]上面已建起南薰大廈和港樓。

## 名稱來源
中國漁民向稱為南乙峙仔、沙仔。有些外文圖書注稱「Gaven Reef」。

## 地理位置
- 位於鄭和群礁的西南角、鴻庥島西方。

## 地質地形
- 為海水高潮淹沒之礁體，主要有上下兩個珊瑚礁組成，兩礁相距約2.5浬，中間有一些水深6米左右的暗礁。
- 上礁長約1,850米，東北端有高2米的沙堆，下礁為椭圓形，長1,400米，兩礁間12.8-18.3米處為錨地。
- 2014年9月20日，填海造陸工程已達0.178平方公里[來源請求]（因填海造陸工程仍在繼續，未來陸地面積仍有可能變化）。

## 島上狀況
- 水源：無地下水源，須靠船艦運補。
- 人口：目前由中國人民解放軍駐守，無一般平民居住。
- 建築：人工水泥墊高之樓建築物。
- 運輸：有簡易運輸補給碼頭。

## 對外通訊
- 中國移動建有4G基站